# Partit Separatista Revolucionari Català

La estelada independentista catalana (arriba) y la bandera cubana (abajo) presidieron la Asamblea Constituyente del Separatismo Catalán en la que se aprobó la Constitució Provisional de la República Catalana.

El Partit Separatista Revolucionari Català fue un partido político independentista catalán fundado en la Asamblea Constituyente del Separatismo Catalán celebrada en La Habana (Cuba) entre el 30 de septiembre y el 2 de octubre de 1928 y que estuvo presidida por Francesc Macià, líder del partido independentista catalán Estat Català, que vivía en el exilio a causa de la instauración en España de la Dictadura de Primo de Rivera. La Asamblea también aprobó la Constitución Provisional de la República Catalana.

## Historia
En marzo de 1922 emigrados independentistas catalanes fundaron en La Habana el Club Separatista Català que en la asamblea celebrada entre el 4 y el 22 de ese mes llegó a las conclusiones siguientes:

1)Consideramos que Cataluña tiene derecho a la independencia absoluta; 2)[...] No podemos admitir ninguna limitación de su libertad, ni en el terreno teórico ni en el práctico; 3)[...] No consentimos que se haga a Cataluña castellana, ni francesa; 4)Sabremos reconocer como se merecen todos los esfuerzos que las naciones hagan para ayudarnos a conquistar nuestra máxima libertad; 5)Estamos preparados para que llegue la hora que la historia señale como el primer grito de la independencia de Cataluña.

Ocho años y medio después, entre el 30 de septiembre y el 2 de octubre de 1928, se celebró en La Habana la Asamblea Constituyente del Separatismo Catalán, organizada por el Club Separatista Català y que estuvo presidida por Francesc Macià, el líder de Estat Català que tras el fracasado complot de Prats de Molló —que había pretendido derribar la Dictadura de Primo de Rivera y proclamar la República Catalana Independiente— se había convertido en l'Avi ('el abuelo'), mito viviente del nacionalismo catalán, "precisamente en el momento de más baja popularidad de la Dictadura y sus cómplices en Cataluña", como ha destacado el historiador Eduardo González Calleja. Macià había llegado a Cuba después de recorrer varios países de América Latina.
En la Asamblea se acordó fundar el Partit Separatista Revolucionari Català (PSRC), una organización secreta para la instauración de la República Catalana Independiente, a partir del alzamiento armado del pueblo catalán, aunque sin descartar los procedimientos políticos y diplomáticos. La presidencia del PSRC la ocupó Francesc Macià, que estaría al frente del consell central formado por siete personas. El PSRC preveía autodisolverse una vez se hubiera alcanzado el objetivo de proclamar la República Catalana, para la que se aprobó también una Constitución Provisional, redactada por Josep Conangla, que estaría vigente hasta que la Asamblea elegida por los ciudadanos de Cataluña debatiera y aprobara la Constitución definitiva de la República.
La creación del PSRC fue una concesión de Francesc Macià a los independentistas de los centros catalanes de América, ya que el partido no tuvo incidencia en Cataluña, donde el independentismo se articulaba en torno a Estat Català.
El PSRC aprobó un decálogo que debían cumplir los miembros del partido:

1)Reconocerás a Cataluña como una única patria; 2)No negarás nunca, ni en ningún lugar, tu condición de catalán que aspira a liberar Cataluña; antes al contrario: te sentirás orgulloso de serlo y se sepa que lo eres. Considerarás el habla catalana tan hermosa y rica como la que más, y no caerás en la vergüenza de comunicarte con los tuyos y otros catalanes, tanto verbalmente como por escrito, en otra habla que no sea la catalana; 3)Propagarás en cualquier ocasión los ideales de libertad... 4)Elevarás tu cultura, fortalecerás tu físico, guiarás tus acciones por el camino de la moral y de la justicia, para enaltecer nuestra raza a un nivel de perfección no inferior a ninguna otra... 5)Propagarás que Cataluña tiene literatura propia, agricultura característica y industria importantísima, y no aceptarás ningún producto que no conozcas, cuya procedencia esté escondida bajo el nombre de una manufactura extranjera; 6)Cooperarás con toda acción que dinamice la federación de clubs separatistas catalanes...; 7)Sacrificarás tu amor propio y tu conveniencia particular en beneficio de la unanimidad y de la cohesión de la hermandad... 8)Darás preferencia a los hermanos asociados en cualquier trato social, comercial o de otros tipos... 9)No divulgarás la organización de la federación internacional de CSC, ni el nombre de ningún asociado...; 10)Piensa que, una vez aceptados, si faltas a la fidelidad jurada, aparte de los peligros que pueden caer sobre ti, tu nombre circulará por todos los clubs del mundo, y serás declarado un hombre sin palabra de honor y traidor a la patria...

Cuando tras la proclamación de la Segunda República Española Macià renunció a la República Catalana y aceptó en su lugar la creación de la Generalidad de Cataluña, dentro del marco de la República Española, los clubes separatistas catalanes integrados en el PSRC se distanciaron de l'Avi.